# Малекула
Малекула също Малакула (на езика Бислама Malecula и Malakula) е остров в Тихи океан на 16°15′00″ ю. ш. 167°30′00″ и. д. / 16.25° ю. ш. 167.5° и. д., с територия 2041 км2, вторият по големина остров на Вануату. Той е най-разнообразният от островите в архипелага в културно и езиково отношение. На територията му живеят над тридесет самобитни племена, всяко със свои език и обичаи. Някои от племената (големи намбас и малки намбас) са уникални етнически групи, съхранили своите традиции през годините (според учените още от каменната ера). 

Столица на острова е град Норсуп. Около нея се разстила живописна област, като се започне от красивите планински реки и водопади и се завърши с центровете по производство на копра на север. Малкият остров Вали (на изток от Малекула) е обособен като курортен район. Там се намира и селцето на малките намбас. Подобно селце на друго племе е построено и в Културния център, разположен в залива Банам. Изработените в Малекула художествени и ритуални предмети се считат за най-колоритни в цял Вануату.